# Oasis Live ’25 Tour
Oasis Live ’25 Tour är en pågående reunion‑turné med den brittiska rockgruppen Oasis, som inleddes den 4 juli 2025 vid Principality Stadium i Cardiff, Wales. Det är bandets första gemensamma turné sedan splittringen 2009, och offentliggjordes den 27 augusti 2024 i samband med 30‑årsjubileet av deras debutalbum Definitely Maybe.
Turnén omfattar totalt 41 konserter och innefattar spelningar i Storbritannien, Irland, Nord- och Sydamerika, Australien och Asien. Första delen av turnén i UK och Irland blev fullbokad omedelbart och extra datum lades till på Wembley Stadium och Heaton Park.
Line‑upen består av originalmedlemmarna Liam och Noel Gallagher, tillsammans med Paul "Bonehead" Arthurs, Gem Archer, Andy Bell och trummisen Joey Waronker. Övriga turnémedlemmar inkluderar bland andra keyboardisten Christian Madden och blåssektionen med Jessica Greenfield, Steve Hamilton, Alastair White och Joe Auckland.
Den 2 augusti inträffade en tragisk händelse under en av konserterna på Wembley Stadium, då en man i 40‑årsåldern föll från övre läktare och avled. Oasis uttryckte sin sorg offentligt och konserten dagen därpå hölls ändå enligt plan. Konserterna beskrivs som nostalgiska och känslomässigt laddade, där publiken mötte bandet med stor entusiasm – trots höga biljettpriser och kontroverser kring dynamisk prissättning.
En del städer, till exempel Rom, försöker nu förhandla om att få in turnén. Vissa rapporter antyder också att bandet avser att dokumentera turnén i en film regisserad av Steven Knight.

## Schema
Turnén började den 4 juli 2025 i Cardiff och beräknas avslutas den 23 november 2025 i São Paulo, Brasilien, med totalt 41 konserter.

### Konsertdatum och städer
| Datum             | Stad                | Land       | Arena/Stadion                            |
| ----------------- | ------------------- | ---------- | ---------------------------------------- |
| 4 juli 2025       | Cardiff             | Wales      | Principality Stadium                     |
| 5 juli 2025       | Cardiff             | Wales      | Principality Stadium                     |
| 11 juli 2025      | Manchester          | England    | Heaton Park                              |
| 12 juli 2025      | Manchester          | England    | Heaton Park                              |
| 16 juli 2025      | Manchester          | England    | Heaton Park                              |
| 19 juli 2025      | Manchester          | England    | Heaton Park                              |
| 20 juli 2025      | Manchester          | England    | Heaton Park                              |
| 25 juli 2025      | London              | England    | Wembley Stadium                          |
| 26 juli 2025      | London              | England    | Wembley Stadium                          |
| 30 juli 2025      | London              | England    | Wembley Stadium                          |
| 2 augusti 2025    | London              | England    | Wembley Stadium                          |
| 3 augusti 2025    | London              | England    | Wembley Stadium                          |
| 8 augusti 2025    | Edinburgh           | Skottland  | Murrayfield Stadium                      |
| 9 augusti 2025    | Edinburgh           | Skottland  | Murrayfield Stadium                      |
| 12 augusti 2025   | Edinburgh           | Skottland  | Murrayfield Stadium                      |
| 16 augusti 2025   | Dublin              | Irland     | Croke Park                               |
| 17 augusti 2025   | Dublin              | Irland     | Croke Park                               |
| 24 augusti 2025   | Toronto             | Kanada     | Rogers Stadium                           |
| 25 augusti 2025   | Toronto             | Kanada     | Rogers Stadium                           |
| 28 augusti 2025   | Chicago, IL         | USA        | Soldier Field                            |
| 31 augusti 2025   | East Rutherford, NJ | USA        | MetLife Stadium                          |
| 1 september 2025  | East Rutherford, NJ | USA        | MetLife Stadium                          |
| 6 september 2025  | Pasadena, CA        | USA        | Rose Bowl Stadium                        |
| 7 september 2025  | Pasadena, CA        | USA        | Rose Bowl Stadium                        |
| 12 september 2025 | Mexico City         | Mexiko     | Estadio GNP Seguros                      |
| 13 september 2025 | Mexico City         | Mexiko     | Estadio GNP Seguros                      |
| 27 september 2025 | London              | England    | Wembley Stadium                          |
| 28 september 2025 | London              | England    | Wembley Stadium                          |
| 21 oktober 2025   | Goyang (Seoul)      | Sydkorea   | Goyang Stadium                           |
| 25 oktober 2025   | Tokyo               | Japan      | Tokyo Dome                               |
| 26 oktober 2025   | Tokyo               | Japan      | Tokyo Dome                               |
| 31 oktober 2025   | Melbourne           | Australien | Marvel Stadium                           |
| 1 november 2025   | Melbourne           | Australien | Marvel Stadium                           |
| 4 november 2025   | Melbourne           | Australien | Marvel Stadium                           |
| 7 november 2025   | Sydney              | Australien | Accor Stadium                            |
| 8 november 2025   | Sydney              | Australien | Accor Stadium                            |
| 15 november 2025  | Buenos Aires        | Argentina  | Estadio River Plate                      |
| 16 november 2025  | Buenos Aires        | Argentina  | Estadio River Plate                      |
| 19 november 2025  | Santiago            | Chile      | Estadio Nacional Julio Martínez Prádanos |
| 22 november 2025  | São Paulo           | Brasilien  | Estádio Morumbi                          |
| 23 november 2025  | São Paulo           | Brasilien  | Estádio Morumbi                          |

## Medlemmar
- Liam Gallagher – sång
- Noel Gallagher – gitarr, sång
- Paul "Bonehead" Arthurs – gitarr, piano
- Gem Archer – gitarr
- Andy Bell – bas
- Joey Waronker – trummor
- Stödmusiker: Christian Madden, Jessica Greenfield, Steve Hamilton, Alastair White, Joe Auckland

## Mottagande och kritik
Turnén har hyllats för återföreningen av bandets klassiska line‑up och illustrerar deras fortsatt stora lockelse. Vissa konserter kritiserades dock för höga biljettpriser och bristande transparens vid biljetthantering.